# Menorosia remifer
Menorosia remifer es una especie de coleóptero de la familia Aderidae.

## Distribución geográfica
Habita en Madagascar.